# Trona
Trona – census-designated place w stanie Kalifornia, w hrabstwie Inyo. Liczba mieszkańców 1 885 (2000).

## Położenie
Osada położona jest w odległości ok. 270 km na północny wschód od Los Angeles. Położona jest na brzegu wyschniętego jeziora Searles Lake.

## Historia
Trona została założona w 1913 roku jako pustynna, górnicza osada, której podstawą było wydobycie boraksu. Dochodzi do niej linia kolejowa, która została zbudowana w latach 1913-1914. Do dziś w gospodarce osady dominuje przemysł wydobywczy, zwłaszcza boraksu, węglanu sodu, siarczanu sodu i innych soli.